# Ganboldyn Ganbayar
Ganboldyn Ganbayar (in mongolo: Ганболдын Ганбаяр; Sùchbaatar, 3 settembre 2000) è un calciatore mongolo, centrocampista del Komárno e della nazionale mongola.

## Carriera

### Club
Ha giocato nella prima divisione mongola ed in quella ungherese.

### Nazionale
Ha giocato numerose partite con le varie nazionali giovanili mongole.
Il 25 marzo 2021 ha esordito con la nazionale mongola giocando l'incontro perso 3-0 contro il Tagikistan, valido per le qualificazioni al campionato mondiale di calcio 2022.

## Statistiche

### Cronologia presenze e reti in nazionale
| Cronologia completa delle presenze e delle reti in nazionale ― Mongolia | Cronologia completa delle presenze e delle reti in nazionale ― Mongolia | Cronologia completa delle presenze e delle reti in nazionale ― Mongolia | Cronologia completa delle presenze e delle reti in nazionale ― Mongolia | Cronologia completa delle presenze e delle reti in nazionale ― Mongolia | Cronologia completa delle presenze e delle reti in nazionale ― Mongolia | Cronologia completa delle presenze e delle reti in nazionale ― Mongolia | Cronologia completa delle presenze e delle reti in nazionale ― Mongolia |
| Data                                                                    | Città                                                                   | In casa                                                                 | Risultato                                                               | Ospiti                                                                  | Competizione                                                            | Reti                                                                    | Note                                                                    |
| ----------------------------------------------------------------------- | ----------------------------------------------------------------------- | ----------------------------------------------------------------------- | ----------------------------------------------------------------------- | ----------------------------------------------------------------------- | ----------------------------------------------------------------------- | ----------------------------------------------------------------------- | ----------------------------------------------------------------------- |
| 25-3-2021                                                               | Dušanbe                                                                 | Tagikistan                                                              | 3 – 0                                                                   | Mongolia                                                                | Qual. Mondiali 2022                                                     | -                                                                       | 74’                                                                     |
| 30-3-2021                                                               | Chiba                                                                   | Mongolia                                                                | 0 – 14                                                                  | Giappone                                                                | Qual. Mondiali 2022                                                     | -                                                                       | 73’                                                                     |
| 7-6-2021                                                                | Osaka                                                                   | Kirghizistan                                                            | 0 – 1                                                                   | Mongolia                                                                | Qual. Mondiali 2022                                                     | -                                                                       | 69’                                                                     |
| 8-6-2022                                                                | Ulan Bator                                                              | Palestina                                                               | 1 – 0                                                                   | Mongolia                                                                | Qual. Coppa d'Asia 2023                                                 | -                                                                       |                                                                         |
| 11-6-2022                                                               | Ulan Bator                                                              | Mongolia                                                                | 0 – 1                                                                   | Filippine                                                               | Qual. Coppa d'Asia 2023                                                 | -                                                                       |                                                                         |
| 14-6-2022                                                               | Ulan Bator                                                              | Yemen                                                                   | 0 – 2                                                                   | Mongolia                                                                | Qual. Coppa d'Asia 2023                                                 | 2                                                                       |                                                                         |
| 25-3-2023                                                               | Batumi                                                                  | Georgia                                                                 | 6 – 1                                                                   | Mongolia                                                                | Amichevole                                                              | -                                                                       |                                                                         |
| 9-6-2023                                                                | Bhubaneswar                                                             | India                                                                   | 2 – 0                                                                   | Mongolia                                                                | Coppa Intercontinentale 2023 - 1º turno                                 | -                                                                       |                                                                         |
| 12-6-2023                                                               | Bhubaneswar                                                             | Mongolia                                                                | 0 – 0                                                                   | Libano                                                                  | Coppa Intercontinentale 2023 - 1º turno                                 | -                                                                       | 57’                                                                     |
| 15-6-2023                                                               | Bhubaneswar                                                             | Vanuatu                                                                 | 1 – 0                                                                   | Mongolia                                                                | Coppa Intercontinentale 2023 - 1º turno                                 | -                                                                       |                                                                         |
| 12-10-2023                                                              | Dušanbe                                                                 | Afghanistan                                                             | 1 – 0                                                                   | Mongolia                                                                | Qual. Mondiali 2026                                                     | -                                                                       | 72’                                                                     |
| 12-10-2023                                                              | Ulan Bator                                                              | Mongolia                                                                | 0 – 1                                                                   | Afghanistan                                                             | Qual. Mondiali 2026                                                     | -                                                                       |                                                                         |
| 7-6-2024                                                                | Phnom Penh                                                              | Cambogia                                                                | 2 – 0                                                                   | Mongolia                                                                | Qual. Mondiali 2026                                                     | -                                                                       |                                                                         |
| Totale                                                                  |                                                                         | Presenze                                                                | 13                                                                      |                                                                         | Reti                                                                    | 2                                                                       |                                                                         |

## Palmarès

### Club

#### Competizioni nazionali
- 2. Liga: 1

Komárno: 2023-2024